# Werner Jansen
Werner Jansen (* 5. Februar 1890 in Wülfrath; † 28. Dezember 1943 in Velden am Wörthersee) war ein deutscher Schriftsteller und Arzt, der dem Nationalsozialismus nahestand. 1933 wurde er vom nationalsozialistischen Kultusminister Bernhard Rust ohne Habilitation zum Medizinprofessor an der Berliner Universität ernannt. 1934 berief Rust ihn als Medizinalreferent in die Hochschulabteilung des Reichsministeriums für Wissenschaft, Erziehung und Volksbildung, in der er wissenschaftspolitischen Einfluss im Sinne der Nationalsozialisten ausübte. Jansen wurde Heinrich Himmlers Lieblingsschriftsteller.

## Leben
Werner Jansen studierte 1909 bis 1913 Germanistik, Geschichte, Französisch und Philosophie in Berlin, Genf, Marburg und Greifswald und schloss mit dem Dr. phil ab. Er nahm als Freiwilliger am Ersten Weltkrieg teil. 1923 bis 1930 studierte er Medizin in Greifswald und Berlin, schloss dies mit der Staatsprüfung ab und wurde zum Doktor der Medizin promoviert. 1931 ließ Jansen sich als Arzt in Ochtmissen bei Lüneburg nieder. Zum 1. März 1933 trat er in die NSDAP ein (Mitgliedsnummer 1.560.950); 1935 wurde er Mitglied der SS (SS-Nummer 253.038). In diesem Jahr wurde Werner Jansen (ohne medizinische Promotion und ohne Habilitation) zum Leiter der Hydrotherapeutischen Universitätsanstalt Berlin sowie zum Professur für natürliche Heil- und Lebensweisen ernannt.

## Werk

### Schriftstellerisches Schaffen
Durch seine beiden während des Krieges erschienenen Bücher, mit denen er die Nibelungensage bzw. den Gudrunstoff in Romanform aufbereitete (Buch Treue 1916 und Gudrun 1918), machte er sich einen Namen als Schriftsteller; seine Romane erreichten bis 1945 hohe Auflagenzahlen. Schwerpunkt seiner literarischen Arbeit mit völkischer Perspektive waren die deutschen Heldensagen. 1920 folgte zur Vervollständigung der Trilogie das Buch Leidenschaft (zum Amelungenroman) mit dem Lieblingshelden der deutschen Sage Dietrich von Bern. Dem Historiker Peter Longerich zufolge handelt es sich dabei um „Sagentexte umgedeutet als germanisch-deutsche Mythen, unterlegt mit rassistischen und deutschtümelnden Klischees, eine Art Karl May für germanophile, vor allem jugendliche Leser“.
Das Buch Treue ist „den jüngsten deutschen Toten“ gewidmet, der Gudrunroman den „Heldinnen“ daheim. Der Nibelungenroman sei, so Frank Westenfelder, geprägt von der „rassistischen Freund-Feind-Gegenüberstellung, von den blaublonden, deutschen Recken unterscheiden sich die Hunnen durch ihre ‚gelbe, krumme, triefäugige Gestalt‘; sie sind ‚Affen‘ und ‚blutsfremde Würger‘“. Im Gudrunroman resultiere Gudruns rassische Überlegenheit gegenüber den sie gefangen haltenden Normannen aus deren gemischtrassischem Charakter, so dass „deutsch-blond“ und „dunkel-welsch“ als Eigenschaften in Gegensatz zueinander stehen. „Die militärischen Gegner des Deutschen Reiches werden durch Jansens rassistische Argumentation entweder vertiert oder auf eine niedere Stufe des Menschseins gestellt, wodurch die Feindschaft als naturgegeben erscheint.“
1923 erschien als weiterer erfolgreicher Titel Heinrich der Löwe. Dieser Roman bildet mit Die irdische Unsterblichkeit (1924) (seit 1929: Robert der Teufel) und Geier um Marienburg (1925) eine weitere Trilogie, die mittelalterliche Persönlichkeiten thematisiert. Nachdem der 1927 erschienene und antisemitisch gefärbte Roman Die Kinder Israel nicht den erwünschten Erfolg erzielt hatte, brachte Jansen in der NS-Zeit eine Neuauflage des Romans (1935) heraus – diesmal mit dem Untertitel Ein Rasseroman. Vielgelesen waren nicht nur sein Roman Verratene Heimat (1932), in dem er Widukinds Kampf gegen Karl den Großen verherrlichte, sondern auch sein letzter Roman Die Insel Heldentum (1938), der mit völkischem Gedankengut, antisemitischen Stereotypen und der Glorifizierung eines heilbringenden Führers voll und ganz der NS-Ideologie entsprach. So äußerte sich das SS-Organ Das Schwarze Korps äußerst positiv über Jansens Werk, weil „seine Haltung uns entspricht, weil sein Ausruf uns trifft, weil es das gesagt hat, was Tausenden von uns auf der Zunge liegt.“ Für diesen Roman wurde Jansen 1940 „in Anerkennung der schriftstellerischen Arbeit im Dienste der rassischen Erneuerung des deutschen Volkes“ die Goethe-Medaille verliehen.
Seit 1925 war Jansen Ehrenausschuss-Mitglied des Wilhelm-Raabe-Denkmalausschusses, aus dem 1931 die Wilhelm-Raabe-Stiftung hervorging. Gemeinsam mit dem Rechtsanwalt Abbitz-Schultze und dem Balladen-Dichter Börries von Münchhausen bildete Jansen den Vorstand der Stiftung und nominierte ab 1933 völkisch-nationale Dichter für den Volkspreis für deutsche Dichtung. Nachdem Jansen von 1939 bis 1941 Mitglied der Jury des Preises war, erhielt er 1942 selbst die Auszeichnung (nun umbenannt in Volkspreis für deutsche Dichtung der deutschen Gemeinden und Gemeindeverbände) für seinen Roman Die Insel Heldentum. Im Jahr 1940 erhielt er die Goethe-Medaille für Kunst und Wissenschaft.
Nach Kriegsende wurde Jansens Roman Die Insel Heldentum in der Sowjetischen Besatzungszone auf die Liste der auszusondernden Literatur gesetzt.

### Professor in Berlin
Nach erfolgter Approbation ließ sich 1931 Jansen kurzfristig als praktischer Arzt in Ochtmissen nieder. Durch einen Erlass vom 31. März 1933 wurde Jansen als Vertretung für den erkrankten Franz Schönenberger mit der Leitung der Hydrotherapeutischen Anstalt beauftragt. Am 1. Juli 1933 wurde Jansen (ohne Habilitation) auf das Betreiben von Bernhard Rust hin zum außerordentlichen Professor für natürliche Heil- und Lebensweisen ernannt. Im Jahr 1934 kam es zur Vereinigung der Hydrotherapeutischen Institutsanstalt mit der III. Medizinischen Poliklinik zum „Institut für natürliche Heil- und Lebensweisen“. Jansen plante den Bau von einem „Haus der Gesundheit“ „zum Ziel, die Millionenscharen von Anhängern der Laienbehandlung wieder zum akademischen Arzt zurückzuführen“. Dies konnte aufgrund eigener Erkrankungen (siehe unten) nicht umgesetzt werden. Deshalb wurde der Lehrstuhl ab 1937 zeitweise kommissarisch von Rudolf Jürgens geleitet und ab Januar 1940 von Paul Vogler übernommen.

### Wissenschaftspolitiker
Jansen wurde 1934 unter Rust Medizinalreferent in der Hochschulabteilung des Reichsministeriums für Wissenschaft, Erziehung und Volksbildung und übte in dieser Funktion großen Einfluss auf die „Neue Deutsche Heilkunde“ aus, für die die Dritte Medizinische Poliklinik in Berlin zu einem „Haus der Gesundheit“ innerhalb der 1934/35 geplanten „Reichsakademie der Forschung“ ausgestaltet werden sollte. Von 1935 bis 1937 erweiterte er als Vizepräsident der Deutschen Forschungsgemeinschaft (DFG) seinen Einflussbereich.

### Bekanntschaft mit Heinrich Himmler
1935 trat Jansen in die SS ein, wo er es bis zum Standartenführer brachte. Er publizierte als Heinrich Himmlers Lieblingsautor in den SS-Leitheften von 1936 und 1937 und unterstützte die weltanschauliche Schulung. Auf Himmlers Lektüreliste belegten die Romane Jansens einen hervorragenden Platz, so dass sich viele seiner „germanischen“ Neigungen auf seine seit 1923 belegte Lektüre der Treue-Liebe-Leidenschaft-Trilogie zurückführen lassen. Longerich zufolge war Himmler „restlos hingerissen“ und hatte sein „Erweckungserlebnis“. Jansen schrieb Beiträge für die SS-Zeitschrift Das Schwarze Korps. Während der Mobilisierungsphase zum Kriegsbeginn 1939 schrieb Jansen an Himmler und bat ihn „herzlich, mich als Ihren Geschichtsschreiber an dem großen Geschehen teilhaben zu lassen“. Himmler teilte ihn 1940 dem Stab seiner SS-Totenkopfverbände zu. Aus Jansens Chronistentätigkeit wurde allerdings nichts, denn er erlag im Dezember 1943 einer längeren Krankheit. Die Arbeit an der Chronik seiner Taten hatte Himmler indessen auch auf eine andere Schulter gelegt: Sein Freund Hanns Johst, Präsident der Reichsschrifttumskammer, der ihn seit 1939 begleitete, sollte zum Sieg die „Heinrich-Saga“ vorlegen.

### Krankheit
Obwohl man bei Jansen eindeutig Multiple Sklerose (MS) diagnostiziert hatte, berichtete er 1943 während seines Kuraufenthaltes in Velden seinem Dichterkollegen Gustav Frenssen von einer „bis jetzt noch nicht aufgeklärte[n] Krankheit […] (wahrscheinlich ein Virus), ich bin an Armen und Beinen so weit gelähmt, daß ich weder gehen noch stehen noch schreiben kann […]. Es soll in diesem Klima eine Möglichkeit der Besserung geben.“ Zu dieser Krankheitseinschätzung sagt Recke (2015): „Ob Jansen die Krankheit, die sich ja nun überhaupt nicht mit dem sozialdarwinistisch und erbbiologisch geprägten Selbstbild der arischen Herrenmenschen vereinbaren ließ, nicht wahrhaben wollte oder ob er von den Ärzten in Unkenntnis gehalten wurde, wissen wir nicht.“ Jedenfalls sei nach Jansens Tod vom SS-Führungshauptamt „unter Verschleierung der Tatsachen die Version verbreitet worden, Jansen sei in Folge eines schweren Kriegsleidens gestorben.“

### Ehe
In Italien heiratete Werner Jansen am 4. April 1922 Hertha Podlich (* 1895 in Danzig). Gemeinsam hatte das Paar bereits vor der Eheschließung verschiedene Bücher beim Westermann Verlag in Braunschweig herausgebracht, wobei Podlich die Texte kalligrafisch schrieb, so zum Beispiel einen Gedichtband von Theodor Storm. Diese Zusammenarbeit setzte sich auch nach der Hochzeit fort, so 1923 mit dem im englischen Original erschienenen Werk Hop-Frog von Edgar Allan Poe und 1924 mit Gedichten von Joseph von Eichendorff. Nachdem 1925 das erste gemeinsame Kind geboren worden war, beendete Podlich allerdings ihre künstlerische Tätigkeit.

## Werke

### Als Autor
- Dem neuen Gott entgegen. Roman 1909.
- Das Kind vom heiligen Geist. Roman 1912.
- Das Buch Treue. Nibelungenroman. 1916.
- Gudrun. Roman. 1918. (Ab 1920 unter dem Titel Das Buch Liebe. Gudrunroman)
- Das Buch Leidenschaft. Amelungenroman. 1920.
- Leben, Lieben, Wandern vor hundert Jahren. Roman eines fahrenden Gesellen, Verlag Georg Westermann, Braunschweig, 1921.
- Herr Reineke Fuchs. Verlag Georg Westermann, Braunschweig, 1922. (1942 auch als Feldpostausgabe)
- Heinrich der Löwe. Roman 1923.
- Die irdische Unsterblichkeit. Roman, Verlag Georg Westermann, Braunschweig, 1924. (Ab 1929 unter dem Titel Robert der Teufel)
- Geier um Marienburg. Roman 1925.
- Die Kinder Israel. Mose-Roman 1927. (Ab 1935 unter dem Titel Die Kinder Israel. Rasseroman)
- Verratene Heimat. Roman 1932.
- Die Insel Heldentum. Roman 1938.

### Als Herausgeber
- Heimatlande. Der schöne Niederrhein. 1920.
- Der Heiland : Worte des Reinen. 1921.
- Gottes deutscher Garten. 1921.
- Die Bücher deines Volkes.
  - Bd. 1: Die Märchen. 1921.
  - Bd. 2: Die Volksbücher. 1922.
  - Bd. 3: Die Volkssagen. 1923.
- Bedrängte Ströme. Ein Novellenkranz. 1923–1924.
  - Bd. 1: Rhein. 1923. Enthält: Viktor von Scheffel: Hugideo; Jacob Grimm: Das Waltharlied; Gottfried Kinkel: Margaret.
  - Bd. 2: Elbe. 1923. Enthält: Johann Karl August Musäus: Libussa.
  - Bd. 3: Weichsel. 1924. Enthält: Johanna Schopenhauer: Erinnerungen.
  - Bd. 4: Memel. 1924. Enthält: Ernst Wiechert: Mutter und Tochter; Ders.: Der Totenwolf.